# 啄羊鹦鹉
啄羊鸚鵡（学名：Nestor notabilis）是生活在新西蘭南島高山地帶的一種大型鸚鵡，屬於啄羊鸚鵡屬的一種。
啄羊鸚鵡體長約48厘米。身體大部分為橄欖綠色，頭頂和頸部为黄綠色。公鳥比母鳥的喙更為彎曲。食性很雜，主要以樹葉、水果、漿果、昆蟲、以及動物死屍，人類的垃圾、廚餘等為食，也会捕猎小型哺乳类和鸟类，但是因为其中文名称的原因，许多人会将其误认为食肉动物，但其实它的生态位更接近于乌鸦和喜鹊。
啄羊鹦鹉是公认的智商最高的鸟类之一，其智商与渡鸦接近，它们能对未来发生的事情做出简单的预测，并在未经过训练的情况下打开各种机关，这些鸟类十分贪玩，它们有时甚至会啃坏游客的房车，甚至是从无人看管的背包当中窃取食物并打开包装。